# 보이지 않는 적
보이지 않는 적(An Unseen Enemy)은 미국에서 제작된 D.W. 그리피스 감독의 1912년 범죄, 스릴러 영화이다. 릴리언 기시 등이 주연으로 출연하였다.

## 출연

### 주연
- 릴리언 기시
- 도로시 기시
- 엘머 부스

### 조연
- 로버트 해론
- 해리 캐리